# 信用毀損罪・業務妨害罪
信用毀損罪・業務妨害罪（しんようきそんざい・ぎょうむぼうがいざい）は、刑法第二編第三十五章「信用及び業務に対する罪」（第233条 - 第234条 - 第234条の2）に規定される犯罪のことである。

## 信用毀損罪
虚偽の風説を流布し、または偽計を用いて、人の信用を毀損する犯罪である。保護法益は人の経済的な評価とされており、信用とは経済的な意味での信用を意味する（大判大正5年6月26日刑録22輯1153頁）。判例・通説は、人の経済的側面における評価を人の支払い能力または支払い意思に関する信用に限定していたが、より広く「経済的な側面における人の社会的な評価」とし、「人の支払能力または支払意思に対する社会的な信頼に限定されるべきものではなく、販売される商品の品質に対する社会的な信頼も含む」とした（最判平成15年3月11日刑集57巻3号29頁）。判例・通説は、本罪は危険犯であり、現実に人の信用を低下させていなくても成立するとしている（大判大正2年1月27日刑録19輯85頁）が、侵害犯であるとする説もある。

## 業務妨害罪

### 概要
虚偽の風説を流布し、又は偽計を用いて、人の業務を妨害すること（偽計業務妨害罪）。または威力を用いて人の業務を妨害すること（威力業務妨害罪）を内容とする犯罪である。
前者は間接的、無形的な方法で人の業務を妨害する行為を処罰し、後者は直接的、有形的な方法で人の業務を妨害する行為を処罰すると観念的には区別できるが、実際の境界線は不鮮明である。威力の認定に要求される有形力の程度は、公務執行妨害罪の成立に要求される暴行、脅迫よりも軽度のもので足りると解されており、この意味で業務の方が公務よりも手厚く保護されているとも言える。保護法益は業務の安全かつ円滑な遂行である。
なお、本罪について判例は危険犯であるとしている（最判昭和28年1月30日刑集7巻1号128頁）が、侵害犯であるとする説も有力である。
卒業式の『君が代』斉唱に反対し不起立を呼び掛けた高校教諭が威力業務妨害罪で有罪判決を受ける、などのケースもある。（→日本における国旗国歌問題#公立学校と国旗国歌について）
悪戯目的で電子掲示板やウィキペディアなどのウィキサイトに「○○駅に爆弾を仕掛けた」「○○の小学生を殺す」などと（虚偽の）犯罪予告を匿名で書き込み、本来必要のない警備・警戒をさせたということで、警察に対する威力業務妨害罪で逮捕される例がある。インターネットの掲示板に、「6月16日3時にアメリカ村で無差別殺人おこします」などと書き込み、警察に警戒活動を行なわせる等して警察官の正常業務遂行を妨害した事件で、偽計業務妨害罪の成立を認めた例がある(大阪高判平21・10・22 判タ1327号279頁)。
現金自動預払機利用客のキャッシュカード暗証番号を盗撮するため、盗撮用カメラを設置した隣のATMの受信機が入った紙袋を置いたことを不審に思われないようにするとともに、利用客を盗撮カメラを設置したATMに誘導させるため、その情を秘し、一般客を装ってビデオカメラを設置した現金自動預払機の隣にある現金自動預払機を、相当時間（本件事例では1時間30分以上）にわたって占拠し続けた行為は、偽計業務妨害罪に当たる（最決平成19年7月2日）。

### 業務
人が社会生活上占める一定の地位に基づいて営む活動一般を指し、業務上過失致死罪の業務のような限定はない。営業など経済的活動だけでなく、宗教儀式など宗教活動も含まれる。
公務が業務に含まれるかどうか問題になるが、公務が権力的公務か非権力的公務で区別し、前者については自力執行力があるから業務妨害罪で保護する理由が無いので業務に含まれるのは後者のみとする見解が有力である。判例も旧国鉄の事業や県議会の委員会を威力で妨害した事案につき、威力業務妨害罪の成立を肯定する（最大判昭和41年11月30日刑集20巻9号1076頁、最決昭和62年3月12日刑集41巻2号140頁）。公職選挙法上の選挙長の立候補届出受理事務についても、同様に業務性を肯定する（最決平成12年2月17日刑集54巻2号38頁）。

## 電子計算機損壊等業務妨害罪
電子計算機（コンピュータ）またはそれに使用される、電磁的記録の機能や効用を阻害して人の業務を妨害する行為については刑法第234条の2による特則があり、5年以下の拘禁刑または100万円以下の罰金に処される。
1987年の刑法改正の際に業務妨害罪の加重類型として追加された規定であり、また1987年時に見送られた不正アクセスに関しては1999年に不正アクセス行為の禁止等に関する法律として別途規定された。
業務に使用するコンピュータの破壊、コンピュータ用データの破壊、コンピュータに虚偽のデータや不正な実行をするなどの方法により、コンピュータに目的に沿う動作をしないようにしたり、目的に反する動作をさせたりして、他者の業務を妨害する行為が本罪を構成する。